# 아동 포르노
아동 포르노(영어: child pornography)는 아동을 피사체로 한 포르노이다. 아동 포르노의 정의는 유엔이 채택한 《아동 매매, 아동 매춘 및 아동 포르노에 관한 아동 권리 협약 선택 의정서》 제 2조 (c)에서 "현실이나 사이버 (real or simulated)에서 명백한 성적 행위 아동의 모든 표현 (방법의 여하를 불문) 또는 주로 성적 목적을 위한 아동의 신체의 성적인 부위의 모든 표현"이라고 하고 있다.

## 아동 포르노에 대한 각국 처벌 동향
| 국가                   | 처벌 수위(제작)                            | 처벌 수위(소지)                    | 판단 기준                                    |
| ---------------------- | ------------------------------------------ | ---------------------------------- | -------------------------------------------- |
| 이란                   | 사형                                       | 사형                               | 직접 제작·제작 알선·배포·소지·묘사           |
| 조선민주주의인민공화국 | 사형                                       | 사형                               | 직접 제작·제작 알선·배포·소지·묘사           |
| 중화인민공화국         | 사형                                       | 사형                               | 직접 제작·제작 알선·배포·소지·묘사           |
| 프랑스                 | 징역 20년 이상 또는 무기징역               | 징역 10년 이하                     | 직접 제작·제작 알선·배포·소지·묘사           |
| 미국                   | 징역 10년 이상 또는 무기징역               | 징역 5년 이상 또는 무기징역        | 직접 제작·제작 알선·배포·소지·묘사·시청·접근 |
| 영국                   | 징역 10년 이상 또는 무기징역               | 징역 5년 이하                      | 직접 제작·제작 알선·배포·소지·묘사           |
| 캐나다                 | 징역 10년 이상 또는 무기징역               | 징역 5년 이하                      | 직접 제작·제작 알선·배포·소지·묘사·시청·접근 |
| 싱가포르               | 태형과 징역 10년 이상 또는 태형과 무기징역 | 태형과 징역 4년 이하               | 직접 제작·제작 알선·배포·소지·묘사           |
| 대한민국               | 징역 5년 이상 또는 무기징역                | 징역 1년 이상                      | 직접 제작·제작 알선·배포·소지·묘사·시청      |
| 일본                   | 징역 3년 이하                              | 징역 1년 이하 또는 벌금 1,000만 원 | 직접 제작·배포·소지                          |

### 대한민국
2010년경 어느 뉴스에서 미국에서 유통되는 아동 포르노의 원산지는 대한민국과 어디라고 2개국이 미국 언론에서 언급된바 있다. 2019년 세계 최대 아동 음란물 영상 사이트의 운영자의 형량이 대한민국에서 너무 낮다는 논란도 생긴다. n번방 사건에서 어느 소아청소년과 레지던트는 아동 포르노를 판매하고, 진료 중 성추행 행위를 일삼았다고 자랑스럽게 얘기했다는 뉴스 보도도 있었다.
n번방 사건이 공론화된 이후, 아동 포르노의 구입, 소지 또는 시청 행위를 징역 1년 이상으로 처벌하여 형량을 강화하는 아동·청소년의 성보호에 관한 법률 개정안이 시행된 만큼 향후에는 대한민국 내의 아동 성착취 사건이 이전보다 상대적으로 줄어들 것이라고 기대해 볼 수 있다.

### 미국
미국은 타국과 다르게 아동 포르노를 소지하여도 중형에 처하는 것은 물론, 이를 시청하거나 고의적으로 아동 포르노에 접근하는 것 자체로도 처벌 대상에 포함된다.

## 섹스팅
섹스팅은 섹스(sex)와 문자(texting)의 합성어로 스마트폰으로 누드 사진 사진 등 음란물을 주고 받는 행위를 뜻한다. 미국 고교생들 사이서 스마트폰을 이용해 누드 사진을 주고받는 섹스팅이 유행하고 있는 것으로 알려졌다.
한인들도 많이 거주하는 버지니아주 페어팩스카운티 경찰은, 지역내 고교생들을 조사한 결과 "주로 부모가 잠든 오후 11시부터 새벽 4시 사이에 90% 이상의 섹스팅이 이뤄졌다"고 말했다.
2012년 텍사스 의과대학이 발표한 조사보고서에 따르면 미국 청소년의 절반 이상이 누드 사진이나 음란한 문자 등 섹스팅을 받은 바 있으며, 31% 이상은 자신의 나체 사진을 전송하는 등 이에 적극적으로 응답한 것으로 나타났다.
전세계 대부분의 국가에서, 형법상 성교 동의 연령(Age of consent)은 보통 만14세-만18세 정도로서, 성년(Age of majority)인 만18세-만21세 보다 어리다. 따라서 14세의 청소년(중학교 1학년)은 원하는 상대방과 성교를 하는 것이 자유로운데, 요즘은 스마트폰으로 자신의 누드 사진이나 동영상을 서로 주고받고서, 마음에 들면 만나서 성교를 하는 섹스팅이 청소년들 사이에 유행이다. 이것이 아동 포르노에 해당되는 것이 아닌지 문제되나, 보통, 자신이 자신의 나체를 촬영해 섹스 파트너에게 전송하는 것은 아동 포르노 제작, 출판에 해당되지는 않는다고 해석한다.
섹스팅의 음란물 주고받기도 역시 형법으로 처벌해야 한다는 여론이 있기 때문에, 섹스팅으로 음란물을 주고 받은 증거가 일체 남지 않는 스냅챗이 매우 인기를 얻고 있다. 미국의 스마트폰 사용자 중 13-34세의 사용자에서 60% 이상이 스냅챗을 사용하고 있다.

## 같이 보기
- 아동 포르노에 대한 법적 입장
- 아동·청소년의 성보호에 관한 법률
- 아동매춘, 아동포르노에 관한 행위 등의 규제 및 처벌 및 아동의 보호 등에 관한 법률
- 준아동 포르노